# هرنان دياز
هرنان دياز (بالإسبانية: Hernán Díaz)‏ (مواليد 26 فبراير 1965) هو لاعب كرة قدم. يلعب مع منتخب الأرجنتين لكرة القدم. سبق له أن لعب في كأس العالم لكرة القدم مع منتخب بلاده.

## روابط خارجية
- هرنان دياز على موقع الاتحاد الدولي (مؤرشف)  (الإنجليزية)
- هرنان دياز على موقع الاتحاد الأوربي (الإنجليزية)
- هرنان دياز على موقع قاعدة بيانات كرة القدم.إي يو (الإنجليزية)
- هرنان دياز على موقع ناشيونال فوتبول تيمز (الإنجليزية)
- هرنان دياز على موقع Soccerway.com (الإنجليزية)
- هرنان دياز على موقع أوليمبيديا (الإنجليزية)